# حقوق بین‌المللی کار
حقوق بین‌المللی کار کتابی از عزت‌الله عراقی است که در سال ۱۳۶۷ منتشر و در مراسم کتاب سال جمهوری اسلامی ایران به‌عنوان کتاب برگزیده معرفی شد.